# メアリー・ラスバン

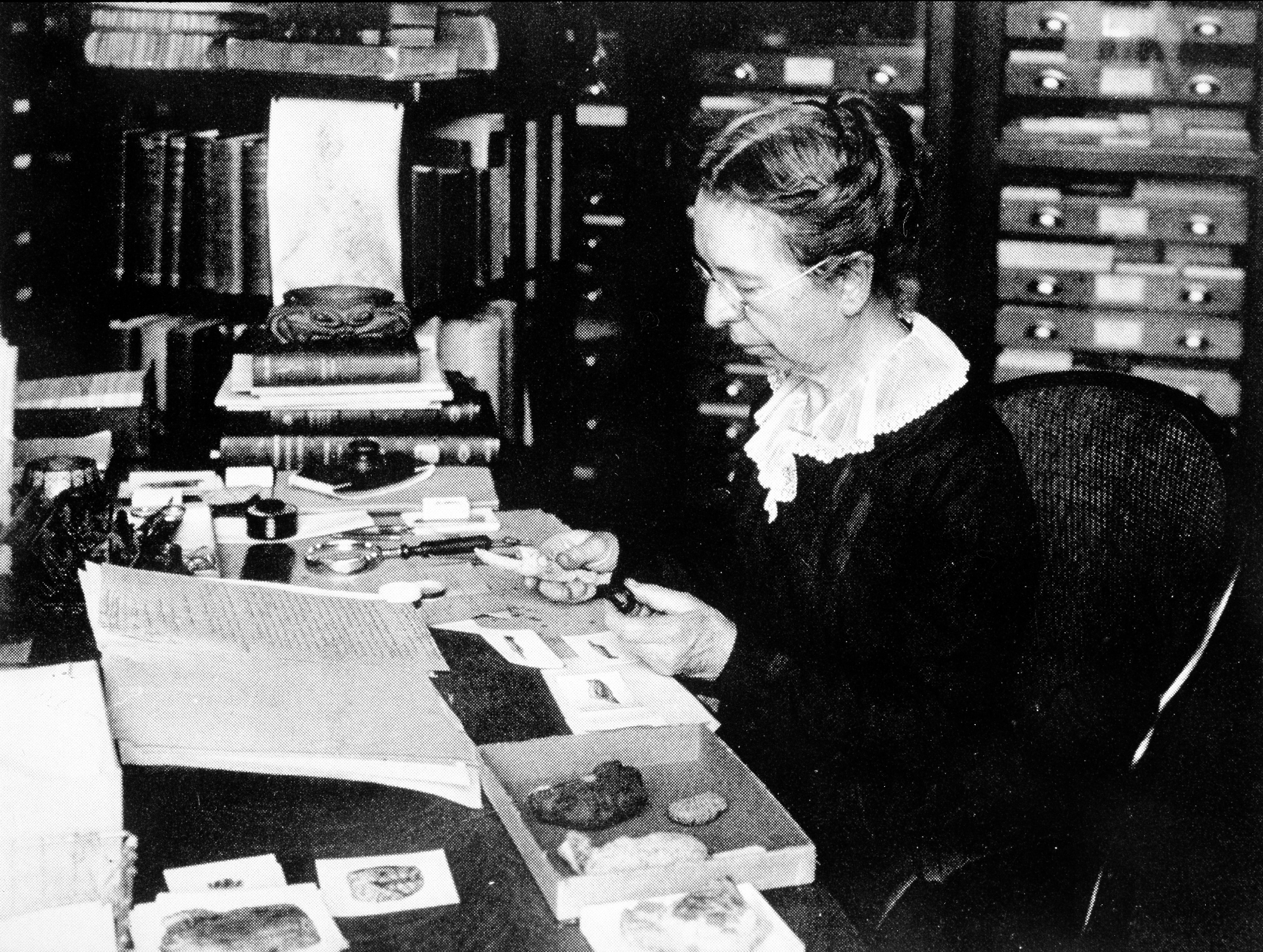
研究中のラスバン

メアリー・ジェーン・ラスバン（Mary Jane Rathbun、1860年6月11日 - 1943年4月14日）は、アメリカ合衆国の甲殻類を専門する動物学者である。1884年から没するまでスミソニアン研究所で働いた。

## 生涯
ニューヨーク州のバッファローで生まれた。 1歳の時に母親を亡くした。1878年に、バッファローの学校を卒業したが大学に進むことはなかった。1881年に兄のリチャード・ラスバンが動物学者アディソン・ヴァーリル（Addison Emery Verrill）の助手に雇われて、兄とともにマサチューセッツ州のウッズホールにでて初めて海を見ることになった。メアリーはヴァーリルのチーフ・アシスタントのシドニー・アーヴィング・スミスの標本の整理や分類、記録を手伝った。これ以後、甲殻類の研究を行うことになった。3年間は無償で働いた後、スミソニアン研究所のスペンサー・フラトン・ベアードに研究員として認められた。その後、スミソニアン研究所で主に単独で研究を行い、28年間後、甲殻類部門の副学芸員に昇格した。退職後の1915年にピッツバーグ大学から名誉学位を得た。1917年にジョージ・ワシントン大学の博士号を得た。
1891年にジェームズ・エドワード・ベネディクト（James Everard Benedict）と共著でPanopeus属に関する論文を執筆して以降、多くの研究を発表した。主著は『淡水ガニ』（"Les crabes d'eau douce"）で1904年から1906年に3巻で出版された。166の論文を執筆し、“大西洋ワタリガニ”(Callinectes sapidus ) を含む、1147の新種、亜種の記載などをおこなった。
Hamatoscalpellum rathbunae (Pilsbry, 1907)など多くの種の学名に献名されている。